# Uia di Bessanese
Uia di Bessanese – szczyt w Alpach Graickich, części Alp Zachodnich. Leży na granicy między Francją (region Owernia-Rodan-Alpy a Włochami (region Piemont). Należy do masywu Alpi di Lanzo e dell’Alta Moriana. Szczyt można zdobyć ze schronisk Rifugio dell’Averole (2210 m) po stronie francuskiej oraz z Rifugio Bartolomeo Gastaldi (2659 m) lub Rifugio Luigi Cibrario (2616 m) po stronie włoskiej.
Pierwszego wejścia dokonał Antonio Tonini 31 sierpnia 1857 r.